# 1767
1767 (MDCCLXVII) je bilo navadno leto, ki se je po gregorijanskem koledarju začelo na četrtek, po 11 dni počasnejšem julijanskem koledarju pa na ponedeljek.

## Rojstva
- 15. marec - Andrew Jackson, ameriški politik in predsednik ZDA († 1845)
- 25. marec - Joachim Murat, francoski maršal in neapeljski kralj († 1815)
- 8. september - August Wilhelm von Schlegel, nemški jezikoslovec, pesnik, kritik († 1845)
- 22. junij - Karl Wilhelm von Humboldt, nemški filozof, jezikoslovec, diplomat († 1835)
- 27. junij - Alexis Bouvard, francoski astronom († 1843)
- 11. julij - John Quincy Adams, ameriški predsednik († 1848)
- 29. avgust - Saint-Just, francoski revolucionar († 1794)
- - John Pond, angleški astronom († 1836)

## Smrti
- 25. junij - Georg Philipp Telemann, nemški skladatelj (* 1681)